# Kkonminam
Kkonminam (꽃미남?, 꽃美男?, da kkot/kkon, "fiore", e minam, "bell'uomo"; ) è un termine usato in Corea del Sud dai tardi anni Novanta per indicare uomini attenti allo stile personale, alla cura di sé e alla moda, che fanno altresì uso di cosmetici. Sebbene siano talvolta considerati bishōnen (androgini), generalmente il loro genere o orientamento sessuale non sono ambigui.

## Storia
Kkonminam è un neologismo usato inizialmente per descrivere "personaggi maschili belli nei fumetti per ragazze che apparivano regolarmente davanti a sfondi pieni di motivi floreali". Il concetto deriva da quello giapponese dei bishōnen nei manga e negli anime shōjo, ma, secondo Sun Jung, con più purezza, innocenza e gentilezza.
La comparsa del kkonminam è stata un fenomeno socio-culturale associato all'influenza del servizio militare obbligatorio (a cui si collegava l'idea di un fisico forte e alto) e all'androginia presente in diversi aspetti dell'intrattenimento giapponese negli anni Novanta, dai manga ai dorama, dai prodotti di bellezza alla musica (particolarmente nei gruppi rock visual kei come X Japan e L'Arc-en-Ciel). Anche se la cultura popolare giapponese era bandita, e lo rimase fino al 1998, i coreani raccolsero informazioni attraverso reti clandestine, Internet, viaggi in Giappone e pirateria. Il gruppo K-pop HOT, che si ritiene abbia effeminato la mascolinità coreana, fu pesantemente criticato all'epoca per aver preso in prestito lo stile giapponese. Alla fine degli anni Novanta, le immagini dei kkonminam divennero importanti nell'industria dell'intrattenimento coreana, glorificando i ragazzi "carini" con la pelle liscia e chiara, i capelli setosi e i modi femminili: esse sostituirono quelle degli uomini duri e aggressivi negli spot televisivi, nei drama e sui cartelloni pubblicitari. La professoressa Kim Hyun Mee dell'Università Yonsei attribuisce il cambiamento nell'atteggiamento maschile alla crescente indipendenza e fiducia delle donne asiatiche, le quali "possono permettersi di essere più selettive nella scelta del compagno".
Nel 2009 venne trasmessa la serie televisiva di successo Kkotboda namja, che ruota intorno a un'adolescente che rimane coinvolta nella vita di un ragazzo ricco e arrogante e dei suoi amici. In essa, "i maschi hanno tratti infantili e fanciulleschi in contrasto con i loro corpi forti e muscolosi. La popolarità della serie ha influenzato molti uomini sudcoreani a prendere più sul serio il proprio aspetto. Un numero crescente di uomini sudcoreani ha iniziato ad applicare cosmetici, indossare abiti firmati e da crociera, e sfoggiare look, colori e stampe tradizionalmente femminili".